# Duane Ludwig
Duane Paul Ludwig (Denver, 4 de agosto de 1978) é um lutador americano de artes marciais mistas. Já foi Campeão World MAX dos EUA do K-1 de 2002, ele é um dos cinco campeões do K-1 e único campeão do World MAX a competir no UFC. Em adicional, Ludwig também é dono do nocaute mais rápido do UFC após sua vitória sobre Jonathan Goulet (em 0:06) no UFC Fight Night 3. Ludwig foi rankeado como o melhor peso leve do mundo durante 2003 e 2004 por suas vitórias sobre Jens Pulver no UCC 12 e Genki Sudo no UFC 42, antes de ser derrotado por B.J. Penn no K-1 MMA: Romanex.
Ludwig também tem reconhecimento pelo seu sucesso como treinador da Team Alpha Male, que é lar de muitos lutadores bem classificados em organizações como Ultimate Fighting Championship e World Extreme Cagefighting. Ludwig era o treinador principal, onde seu impacto foi a equipe se tornar uma das melhores no mundo. Ludwig foi eleito o Melhor Treinador do Ano e Melhor Centro de Treinamento de 2013 pelo World MMA Awards.

## Carreira no Kickboxing
Duane começou a praticar Muay Thai quando tinha 15 anos. Ele teve sucesso na carreira amadora, vencendo doze de suas quatorze lutas e ganhando três títulos nacional e regional da IKF International Kickboxing Federation Muay Thai. Ele se tornou profissional em 2000, quando ele derrotou Terrance Jones no evento Ring of Fire, no que foi uma revanche dos seus dias de amador. No fim do ano, Duane venceu seu primeiro título profissional vencendo o título nacional do W.K.A., que ele prosseguiu com o título do I.M.T.C. no ano seguinte. Ele teve seu primeiro desafio real em 2001 quando enfrentou o campeão mundial Alex Gong pelo seu cinturão do I.S.K.A. em um evento do K-1 em Las Vegas. O título se distanciou com o jovem Ludwig sendo derrotado pela primeira vez como profissional. Essa que teve a decisão muito controversa, com alguns dizendo que apesar de um instável Ludwig havia levado a luta.
Em 2002 Duane desceu para 70 kg para participar do torneio de qualificação para o primeiro K-1 MAX world final. Ele venceu o torneio de quatro lutadores, derrotando o lutador ranqueado em n°1 no I.K.F. Ole Laursen na final para garantir seu lugar em Tóquio. Na final, Ludwig foi colocado para enfrentar o favorito local Masato Kobayashi, e apesar dos seus esforços foi incapaz de chegar a semifinal, sendo superado para lutador local ao longo dos três rounds para perder por decisão unânime. Ele iria ter outra chance no K-1 MAX glory no ano seguinte em Saitama, Japão e foi mais longe, alcançando a semifinal, onde perdeu para o Campeão do K-1 MAX de 2012 Albert Kraus. Em 2004 ele venceu seu último título no Muay Thai, onde ele finalmente pôs as mãos em um título mundial, derrotando a estrela tailandesa Malaipet por decisão após cinco rounds para ganhar o Título Mundial do I.S.K.A., algo que Ludwig considera um dos seus melhores momentos. O luta pelo título também foi notável já que o cinturão havia sido detido por Alex Gong - uma revanche entre ele e Ludwig havia sido no card desde a luta entre eles em 2001, mas Gong morreu em 2003. Após essa vitória Duane se tornaria cada vez mais envolvido com o MMA em expansivo de sua carreira no kickboxing, embora ele tenha um número de lutas no K-1 até 2006, finalizando com um cartel de 4-7-1 com a organização.

## Carreira no MMA
Duane começou a treinar Muay Thai com 15 anos de idade. Ludwig treinou com Bas Rutten no começo de sua carreira.

### Nocaute mais rápido do UFC não oficial
No UFC Fight Night 3, Ludwig enfrentou Jonathan Goulet. Ludwig venceu a luta com um rápido nocaute, embora muitos fãs não concordam com a cronometragem da finalização, que cronometrou 11 segundos apesar do árbitro tirar Ludwig de perto de Goulet com cerca de 6 segundos de luta. Após múltiplos pedidos online para derrubar o erro de cronometragem, na véspera de Natal de 2011, o presidente do UFC Dana White informou Ludwig que ele estava dando o tempo oficial de nocaute mais rápido. Dois dias depois, Keith Kizer e a Comissão Atlética do Estado de Nevada negou que seria dado a Ludwig o recorde, com Kizer dizendo: "Não há caminho legal para derrubar isso" antes de dizer "Eu mesmo cronometrei com um cronometro. Foi oito segundos. Oficialmente, irá permanecer em 11 segundos, mas não oficialmente, pode se dizer oito." Dois dias depois, Dana White, junto com sua equipe de produção postou um vídeo no YouTube mostrando os tempos de lutas no UFC que possuía a tag "Nocaute mais rápido". O nocaute de Ludwig foi cronometrado em 6.06 segundos, comparado ao de Chan Sung Jung de 6.26 segundos e de Todd Duffee com 7.56 segundos. Em Dezembro de 2011, o registro oficial da Comissão Atlética da luta de Ludwig é de 11 segundos, mas o UFC refere a luta de Ludwig como o nocaute mais rápido.

### Retorno ao UFC
Em 17 de Dezembro, foi anunciado que Ludwig iria retornar ao UFC no UFC 108, enfrentando Jim Miller, substituindo o lesionado Sean Sherk. Ele perdeu para Miller por finalização no primeiro round.
Ludwig era esperado para enfrentar Spencer Fisher em 21 de Março de 2010 no UFC Live: Vera vs. Jones, mas Fisher foi forçado a se retirar do card com uma lesão. Ludwig permaneceu e enfrentou o estreante no UFC Darren Elkins. Ludwig perdeu por nocaute técnico após ele sofrer uma séria lesão no tornozelo durante o primeiro round.
Ludwig subiu para o Peso Meio Médio para enfrentar Nick Osipczak em 13 de Novembro de 2010 no UFC 122. A luta era esperada para ser parte do card preliminar do evento, mas de última hora uma ilegalidade com o lutador do card principal Alessio Sakara moveu a luta para o evento principal. Ludwig conectou seus golpes, incluindo múltiplos chutes na cabeça no primeiro round antes de Osipczak mandar uma combinação, atordoando o veterano. O round terminou com Osipczak no ground and pound por cima, fazendo Ludwig sangrar. O segundo round foi um misto de trocações e tentativas de quedas. O terceiro round viu Ludwig lançar uma grande esquerda no começo e basicamente perseguindo Osipczak o resto do round, pontuando mais falhando para finalizar a luta já que Osipczak não se aguentava em pé, fugindo da trocação e se defendendo. A luta foi a primeira de Ludwig após oito meses de recuperação de uma grave lesão na perna. Ludwig venceu por decisão dividida.
Ludwig era esperado para enfrentar Amir Sadollah em 26 de Março de 2011 no UFC Fight Night: Nogueira vs. Davis, mas foi incapaz de lutar devido a uma lesão no osso esterno. James Wilks entrou em seu lugar.
Ludwig vs. Sadollah eventualmente aconteceu em 14 de Agosto de 2011 no UFC Live: Hardy vs. Lytle. Ludwig venceu a luta por decisão unânime. Ludwig abalou Sadollah no primeiro e segundo round enquanto também mostrava uma melhor defesa de queda durante a luta.
Ludwig em seguida enfrentou Josh Neer em 20 de Janeiro de 2012 no UFC on FX: Guillard vs. Miller. Apesar de machucar Neer em diversas ocasiões com socos, Ludwig perdeu a luta por finalização técnica o primeiro round.
Ludwig enfrentou Dan Hardy em 26 de Maio de 2012 no UFC 146. Ludwig sofreu uma derrota por nocaute para Hardy quando foi atingido por um cruzado de direita seguido de cotoveladas.
Ludwig enfrentou Che Mills em 29 de Setembro de 2012 no UFC on Fuel TV: Struve vs. Miocic. A luta foi interrompida após Ludwig ser incapaz de continuar após romper um ligamento do joelho enquanto tentava defender uma tentativa de queda no primeiro round.
Após sua derrota para Mills, Ludwig se aposentou do MMA.
De Dezembro de 2012 até Maio de 2014, Ludwig foi o treinador principal da Team Alpha Male.

## Vida Pessoal
Ludwig e sua esposa tem três filhos; uma filha, um filho chamado Duane Jr., em 9 de Novembro de 2010, e um filho chamado Carter Bas Ludwig nascido em 2013. Em Outubro de 2010 Duane abriu sua capitânia Escola de Muay Thai e Artes Marciais Mistas, "BANG Muay Thai Inc." na 303 Training Center em Westminster, Colorado. Antes de se tornar um lutador profissional, Ludwig trabalhava como eletricista.

## Títulos

### Artes marciais mistas
- Ultimate Fighting Championship
  - Único Campeão do K-1 World Max a competir no UFC
  - Um dos cinco Campeões do K-1 a competir no UFC

- TKO Major League MMA
  - Campeão Peso Leve Mundial do U.C.C de 2003

- Extreme Shoot Fighting
  - Campeão Peso Leve do Extreme Shoot Fighting

- World MMA Awards
  - Prêmio "Shawn Tompkins" de Treinador do Ano (2013)
  - Centro de Treinamento do Ano (2013)

- Yahoo! Sports
  - Treinador do Ano (2013)

### Kickboxing
- K-1
  - Campeão do K-1 World Max EUA -70 kg

- International Sport Karate Association
  - Campeão Médio Leve Mundial de Muay Thai da I.S.K.A de 2004 -72.5 kg

- World Kickboxing Association
  - Campeão Super Médio Americano de Muay Thai da W.K.A de 2000 -76 kg

- International Kickboxing Federation
  - Campeão do Torneio Médio Leve Amador Americano de Muay Thai da I.K.F. de 1999 -72.5 kg
  - Campeão Super Médio Amador Americano de Muay Thai da I.K.F. de 1999 -78 kg
  - Campeão Peso Médio Regional de Muay Thai de 1999
  - Lutador do Ano da I.K.F (1999)

- International Muay Thai Council
  - Campeão Super Médio Norte Americano de Muay Thai da I.M.T.C. de 2001 -76 kg

## Cartel no MMA
| Cartel no MMA   |             |             |
| 35 lutas        | 21 vitórias | 14 derrotas |
| Por nocaute     | 12          | 7           |
| Por finalização | 4           | 6           |
| Por decisão     | 5           | 1           |

| Res.    | Cartel | Oponente          | Método                                   | Evento                                         | Data       | Round | Tempo | Local                    | Notas                             |
| ------- | ------ | ----------------- | ---------------------------------------- | ---------------------------------------------- | ---------- | ----- | ----- | ------------------------ | --------------------------------- |
| Derrota | 21–14  | Che Mills         | TKO (lesão no joelho)                    | UFC on Fuel TV: Struve vs. Miocic              | 29/09/2012 | 1     | 2:28  | Nottingham               |                                   |
| Derrota | 21–13  | Dan Hardy         | Nocaute (socos e cotoveladas)            | UFC 146: dos Santos vs. Mir                    | 26/05/2012 | 1     | 3:51  | Las Vegas, Nevada        |                                   |
| Derrota | 21–12  | Josh Neer         | Finalização Técnica (guilhotina)         | UFC on FX: Guillard vs. Miller                 | 20/01/2012 | 1     | 3:04  | Nashville, Tennessee     |                                   |
| Vitória | 21–11  | Amir Sadollah     | Decisão (unânime)                        | UFC Live: Hardy vs. Lytle                      | 14/08/2011 | 3     | 5:00  | Milwaukee, Wisconsin     |                                   |
| Vitória | 20–11  | Nick Osipczak     | Decisão (dividida)                       | UFC 122: Marquardt vs. Okami                   | 13/11/2010 | 3     | 5:00  | Oberhausen               | Voltou aos Meio Médios.           |
| Derrota | 19–11  | Darren Elkins     | TKO (lesão no tornozelo)                 | UFC Live: Vera vs. Jones                       | 21/03/2010 | 1     | 0:44  | Broomfield, Colorado     |                                   |
| Derrota | 19–10  | Jim Miller        | Finalização (chave de braço)             | UFC 108: Evans vs. Silva                       | 02/01/2010 | 1     | 2:31  | Las Vegas, Nevada        |                                   |
| Vitória | 19–9   | Ryan Roberts      | Finalização (socos)                      | ROF 36: Demolition                             | 04/12/2009 | 1     | 2:05  | Denver, Colorado         |                                   |
| Derrota | 18–9   | Lyle Beerbohm     | Finalização (bulldog choke)              | Strikeforce Challengers: Villasenor vs. Cyborg | 19/06/2009 | 1     | 4:27  | Kent, Washington         |                                   |
| Vitória | 18–8   | Yves Edwards      | Decisão (unânime)                        | Strikeforce: Destruction                       | 21/11/2008 | 3     | 5:00  | San Jose, California     | Peso Casado (160 lb.).            |
| Vitória | 17–8   | Sammy Morgan      | TKO (socos)                              | Strikeforce: Payback                           | 03/10/2008 | 1     | 2:01  | Broomfield, Colorado     |                                   |
| Derrota | 16–8   | Takanori Gomi     | TKO (interrupção médica)                 | Sengoku 1                                      | 05/03/2008 | 1     | 2:28  | Tóquio                   |                                   |
| Vitória | 16–7   | Mario Stapel      | Nocaute (soco)                           | ROF 30: Domination                             | 15/09/2007 | 1     | 1:50  | Broomfield, Colorado     |                                   |
| Derrota | 15–7   | Paul Daley        | Nocaute (socos)                          | Strikeforce: Shamrock vs. Baroni               | 22/06/2007 | 2     | 0:42  | San Jose, California     | Luta no Peso Meio Médio           |
| Vitória | 15–6   | Shinya Kumazawa   | Finalização Técnica (triângulo de braço) | ROF 28: Evolution                              | 16/02/2007 | 2     | 4:32  | Broomfield, Colorado     |                                   |
| Vitória | 14–6   | Tony Fryklund     | TKO (joelhadas)                          | Strikeforce: Triple Threat                     | 08/12/2006 | 2     | 3:37  | San Jose, California     |                                   |
| Derrota | 13–6   | Josh Thomson      | Finalização (guilhotina)                 | Strikeforce: Tank vs. Buentello                | 07/10/2006 | 2     | 4:36  | Fresno, California       |                                   |
| Derrota | 13–5   | Tyson Griffin     | TKO (socos)                              | Strikeforce: Revenge                           | 09/06/2006 | 1     | 3:57  | San Jose, California     |                                   |
| Vitória | 13–4   | Jason Palacios    | Finalização (chave de braço)             | International Freestyle Fighting 1             | 06/05/2006 | 1     | 4:56  | Fort Worth, Texas        |                                   |
| Vitória | 12–4   | Toshikatsu Harada | Nocaute (socos)                          | ROF 21: Full Blast                             | 11/02/2006 | 1     | 1:44  | Castle Rock, Colorado    | Retornou aos Leves.               |
| Vitória | 11–4   | Jonathan Goulet   | Nocaute (soco)                           | UFC Fight Night 3                              | 16/01/2006 | 1     | 0:06  | Las Vegas, Nevada        | Nocaute mais rápido do UFC        |
| Derrota | 10–4   | Sammy Morgan      | Nocaute (socos)                          | Ring of Fire 16                                | 09/04/2005 | 1     | 0:52  | Denver, Colorado         |                                   |
| Derrota | 10–3   | B.J. Penn         | Finalização (triângulo de braço)         | K-1 MMA: Romanex                               | 22/05/2004 | 1     | 1:45  | Saitama, Saitama         | Mudou para os Meio Médios.        |
| Vitória | 10–2   | Genki Sudo        | Decisão (unânime)                        | UFC 42: Sudden Impact                          | 25/04/2003 | 3     | 5:00  | Miami, Florida           |                                   |
| Vitória | 9–2    | Jens Pulver       | TKO (soco)                               | UCC 12: Adrenaline                             | 25/01/2003 | 1     | 1:03  | Montreal, Quebec         | Ganhou o Título Peso Leve do UCC. |
| Vitória | 8–2    | Thomas Denny      | TKO (finalização por joelhadas)          | Shogun 1                                       | 15/12/2001 | 1     | 4:18  | Honolulu, Hawaii         |                                   |
| Vitória | 7–2    | Ressen Messer     | TKO (socos)                              | GC 5: Rumble in the Rockies                    | 19/08/2001 | N/A   | N/A   | Denver, Colorado         |                                   |
| Vitória | 6–2    | Charles Bennett   | Finalização (cansaço)                    | KOTC 10 - Critical Mass                        | 04/08/2001 | 2     | 2:38  | San Jacinto, California  |                                   |
| Vitória | 5–2    | Cesar Moreno      | Nocaute (socos)                          | GC 4: Collision at Colusa                      | 17/06/2001 | 1     | 3:58  | Colusa, California       |                                   |
| Derrota | 4–2    | Eric Payne        | Finalização (mata leão)                  | ROF 2: Trial By Fire                           | 10/02/2001 | 1     | 0:35  | Denver, Colorado         | Pelo Título Peso Leve do ROF.     |
| Derrota | 4–1    | Kelly Dullanty    | Decisão (unânime)                        | KOTC 6 - Road Warriors                         | 29/11/2000 | 3     | 5:00  | Mount Pleasant, Michigan |                                   |
| Vitória | 4–0    | Shad Smith        | TKO (interrupção do córner)              | KOTC 4 - Gladiators                            | 24/06/2000 | 1     | 3:08  | San Jacinto, California  |                                   |
| Vitória | 3–0    | Jason Maxwell     | Decisão (unânime)                        | KOTC 3 - Knockout Nightmare                    | 15/04/2000 | 2     | 5:00  | San Jacinto, California  |                                   |
| Vitória | 2–0    | Earl Littlepage   | Finalização (verbal)                     | Aspen Slammer                                  | 25/02/2000 | N/A   | N/A   | Aspen, Colorado          |                                   |
| Vitória | 1–0    | David Ibarra      | Nocaute (chute na cabeça)                | KOTC 2: Desert Storm                           | 05/02/2000 | 1     | 4:15  | San Jacinto, California  |                                   |